# Gonista chayuensis
Gonista chayuensis är en insektsart som beskrevs av Yin, X.-c. 1984. Gonista chayuensis ingår i släktet Gonista och familjen gräshoppor. Inga underarter finns listade i Catalogue of Life.